# Глухово (Мазовецьке воєводство)
Глухово (пол. Głuchowo) — село в Польщі, у гміні Гоздово Серпецького повіту Мазовецького воєводства.
Населення — 49 осіб (2011).
У 1975-1998 роках село належало до Плоцького воєводства.

## Демографія
Демографічна структура станом на 31 березня 2011 року:
|          | Загалом | Допрацездатний вік | Працездатний вік | Постпрацездатний вік |
| -------- | ------- | ------------------ | ---------------- | -------------------- |
| Чоловіки | 23      | 9                  | 11               | 3                    |
| Жінки    | 26      | 6                  | 15               | 5                    |
| Разом    | 49      | 15                 | 26               | 8                    |